# توني هيوسون
توني هيوسون (بالإنجليزية: Tony Hewson)‏ هو دراج بريطاني، ولد في 26 يناير 1934.